# تنها کاری که باید می‌کردی ماندن بود
«تنها کاری که باید می‌کردی ماندن بود» (انگلیسی: All You Had to Do Was Stay) ترانه‌ای از خواننده-ترانه‌سرای آمریکایی تیلور سوئیفت از آلبوم پنجم او ۱۹۸۹ است که در سال ۲۰۱۴ منتشر شد. سوئیفت این ترانه را با همکاری مکس مارتین نوشته و توسط مارتین به همراه شلبک و متمن اند رابین تهیه شد. متن ترانه الهام گرفته از یک رؤیا است که در آن سوئیفت از عشق سابقش می‌خواهد که بماند. در بخش بند برگردان، از تن صدای زیر سوئیفت برای گفتن کلمهٔ «بمان» استفاده شده است.
برخی از منتقدان در بررسی‌های آلبوم ۱۹۸۹، ساختار «تنها کاری که باید می‌کردی ماندن بود» را جذاب توصیف کردند، در حالی که برخی دیگر آن را ضعیف و معمولی دانستند. مجلهٔ بیلبورد در سال ۲۰۱۷ این ترانه را در فهرست «۱۰۰ قطعه ناشناختهٔ برتر ستاره‌های پاپ قرن ۲۱» قرار داد. از نظر تجاری، این ترانه در کشورهای استرالیا و کانادا وارد جدول فروش شد و در هر دو کشور و همچنین ایالات متحده گواهی‌نامه‌هایی دریافت کرد. پس از اختلافی که در سال ۲۰۱۹ بر سر مالکیت نسخه‌های اصلی ضبط شدهٔ سوئیفت به وجود آمد، او این ترانه را با عنوان «تنها کاری که باید می‌کردی ماندن بود (نسخه تیلور)» برای آلبوم مجدداً ضبط شدهٔ ۱۹۸۹ (نسخه تیلور) در سال ۲۰۲۳ باز ضبط کرد.